# Bale Kambang

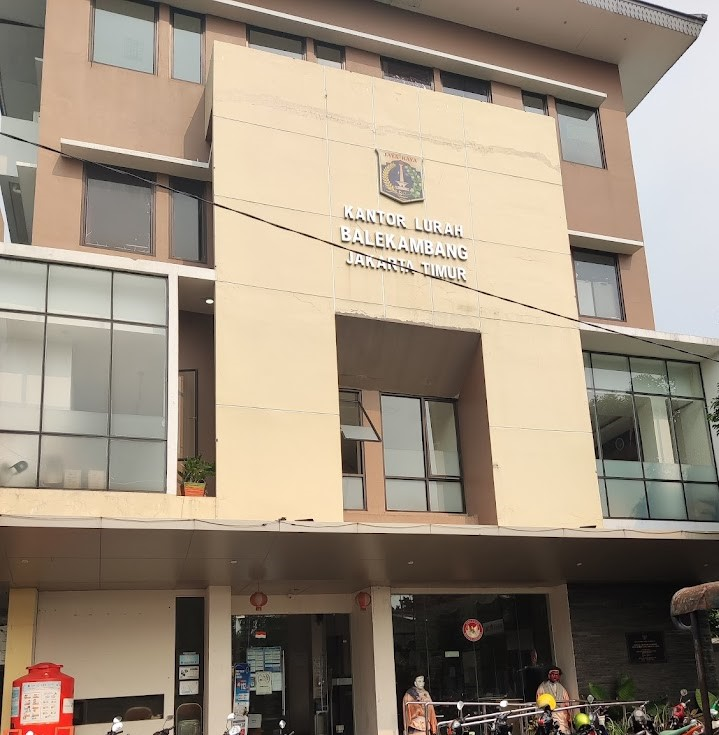
Districtskantoor Balekambang, Kramat Jati, Jakarta Timur.

Bale Kambang (Balekambang) is een plaats - wijk (kelurahan) in het bestuurlijke gebied Kramat Jati, Jakarta Timur (Oost-Jakarta) in de provincie Jakarta, Indonesië.  De plaats telt 34.201 inwoners (volkstelling 2010).